# Боратинская сельская община
Боратинская сельская община (укр. Боратинська сільська громада) — территориальная община в Луцком районе Волынской области Украины.
Административный центр — село Боратин.
Население составляет 20051 человек. Площадь — 285,2 км².
В соответствии с распоряжением Кабинета Министров Украины от 12 июня 2020 года, в состав общины вошла территория Боратинского, Баевского, Баковцевского, Горкополонковского, Коршевского, Лавровского, Проминского, Радомышльского и Ратновского сельских советов Луцкого района.

## Населённые пункты
В состав общины входит 24 села:
- Боратин
  - Голышев
  - Новостав
  - Рованцы
- Баевский старостинский округ:
  - Баев
  - Городище
  - Цеперов
- Баковцевский старостинский округ:
  - Баковцы
  - Озеряны
- Горкополонковский старостинский округ:
  - Горка Полонка
  - Оздов
  - Полонка
- Коршевский старостинский округ:
  - Коршев
- Лавровский старостинский округ:
  - Лавров
- Проминский старостинский округ:
  - Вербаев
  - Коршевец
  - Лучицы
  - Мстышин
  - Проминь
- Радомышльский старостинский округ:
  - Радомышль
  - Романовка
  - Суховоля
- Ратновский старостинский округ:
  - Викторяны
  - Ратнов